# Samiam
I Samiam sono un gruppo hardcore punk/emo statunitense, formato nel 1988 a Berkeley.

## Storia del gruppo
Il gruppo Samiam è stato formato nel 1988 a Berkeley da Jason Beebout, dopo che nello stesso anno aveva lasciato il gruppo Isocracy. Il loro primo spettacolo si tiene nel gennaio 1989 assieme ai Christ on Parade.
Pubblicano la maggior parte dei loro album con la New Red Archives e la Hopeless Records negli Stati Uniti e con la Burning Heart Records in Europa. Alla metà degli anni novanta, la formazione pubblica due lavori con delle major, la Atlantic Records nel 1994 e la Ignition Records nel 1997. Questo consente loro di raggiungere un largo successo mainstream.
Il video di Capsized è trasmesso spesso su MTV, suonano al Jon Stewart Show nel 1994 e il loro singolo She Found You guadagna una notevole eco nelle radio nel 1998. Seguono così tour attraverso l'Europa, il Nord America ed il Giappone, condividendo il palco con band come Bad Religion, Green Day, The Toadies, Sense Field, blink-182 e Millencolin.

## Formazione

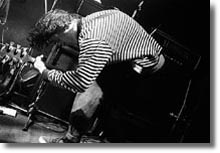
I Samian in concerto

### Formazione attuale
- Jason Beebout – voce
- Sergie Loobkoff – chitarra
- Johnny Cruz – batteria
- Sean Kennerly – chitarra/basso
- Billy Bouchard – basso

### Ex componenti
- James Brogan – chitarra (1988-2000)
- Martin Brohm – basso (1988-1993)
- Aaron Rubin – basso (1993-1997)
- Jeremy Bergo – basso (2006)
- Mark Mortinsen – batteria (1988-1990/1993)
- Dave Ayer – batteria (1990-1993)
- Tré Cool – batteria (1999)
- Scott McPherson – batteria (1990)
- Victor Indrizzo – batteria (1993-1995)
- Davey Latter – batteria (1999)
- Michael Petrak "MP" – batteria (1995-1999)

## Discografia

### Album in studio
- 1989 – Samiam (New Red Archives)
- 1991 – Soar (New Red Archives)
- 1992 – Billy (New Red Archives)
- 1994 – Clumsy (Atlantic)
- 1998 – You Are Freaking Me Out (Ignition)
- 2000 – Astray (Hopeless)
- 2004 – Samiam Set (Golf)
- 2006 – Whatever's Got You Down (Hopeless)
- 2010 – Orphan Works (No Idea Records)
- 2011 – Trips (Hopeless)
- 2023 – Stowaway

### Raccolte
- 1991 – Beauf (demo per Billy, Beri Beri Records - Europa)
- 1997 – The New Red Years (Golf Records)
- 1999 – Search & Destroy (Burning Heart Records)

### EP
- 1990 – Underground (New Red Archives)
- 1992 – Live (Your Choice Records)
- 1992 – Don't Break Me (New Red Archives)
- 1996 – Ping Pong Gods con i Garlic Frog Diet (Pakalolo Records)
- 1997 – She Found You (Ignition Records/Burning Heart Records)
- 2003 – Don't Break Me (New Red Archives)
- 2012 – Complete Control Recording Sessions (SideOneDummy Records)

### Singoli
- 1990 – I Am (New Red Archives)
- 1991 – Head Trap con i Jawbreaker (No Idea Record)
- 1992 – Stump (acustico, Blackbox)
- 1997 – Glow con i Sixpack (Pandemonium Records)
- 1999 – Your Choice Live Series 037 con i Texas Is the Reason
- 2000 – Mud Hill (Minimax)
- 2016 – Coustic (Unless You Try Records)
- 2017 – Mexico/Factory	(Say-10)